# Zula
Zula é um jogo de tiro em primeira pessoa produzido pela empresa turca MadByte Games e distribuído no Brasil pela XCloudGame. O jogo inicialmente foi lançado no Brasil pela Playspot em junho de 2016 e posteriormente pela XCloudGame em março de 2017.Teve seus servidores encerrados no Brasil em 14 de Abril de 2020.
O jogo contém vinte personagens divididos em duas facções inimigas no jogo. Zula, um grupo de vigilantes incompreendidos como um sindicato do crime organizado e Gladyo, uma força de paramilitares com membros de diferentes países que se infiltrou em organizações militares pelo mundo.
O jogo contém diversos mapas onde o jogador pode escolher jogar em lugares como Iraque, Istambul e outros lugares do oriente médio, além de também contar com um mapa no Brasil.
A XCloud organizava regularmente campeonatos de Zula no Brasil, tendo a equipe vencedora a chance de disputar o mundial na Turquia, onde o prêmio chegava a cem mil dólares.
O Jogo teve seus servidores fechados no Brasil, em 2020, por problemas internos, os jogadores brasileiros receberam pins com materiais ou cash, em forma de agradecimento, atualmente os "BRS" como são chamados os jogadores do Brasil, jogam a versão latina do ZULA.
A seguinte nota foi espedida no dia 17 de março de 2020. "Atenção caros atiradores,
Como muitos de vocês já estavam cientes, desde o ano de 2019, a desenvolvedora MadByte é a responsável pelas operações do Zula no Brasil. Após essa alteração, a autonomia da xCloudGame se tornou bastante limitada, sendo responsável basicamente pelo contato com a comunidade brasileira.
Neste período ocorreram algumas dificuldades que demoraram para ser solucionadas, visto que tudo precisava ser analisado e aplicado pela desenvolvedora, sendo que  algumas delas nem chegaram a ser corrigidas. Houve um impulso na tentativa de equilibrar os números, mas ao mesmo tempo houve as remoções do sistema de missões para inclusão do Pass, e também houve o encerramento dos campeonatos por parte da desenvolvedora, isso acabou desencorajando muitos dos jogadores.
Sabemos da nossa responsabilidade e temos um carinho especial por tantos jogadores que apesar das dificuldades, sempre nos apoiaram com sugestões e falando o que precisávamos ouvir. Mas o nosso papel se limitava basicamente em reportar os problemas para os criadores do jogo.
Já fazem alguns meses que os serviços da desenvolvedora foram ainda mais diminuídos e isso impactou diretamente todo o jogo, ocasionando demora e a não resolução de alguns problemas. Sabemos que para haver recomendações dos jogadores, primeiro os problemas existentes precisariam ser corrigidos, mas infelizmente alguns deles não foram e isso acabou gerando ainda mais descontentamento.
A desenvolvedora MadByte nos informou de sua decisão definitiva de encerrar as atividades do Zula, no Brasil. Fomos informados de que os servidores seriam descontinuados e nada poderia ser feito para reverter a situação, nem mesmo se pegássemos o jogo de volta, o fato é que não houve mais o interesse no mercado brasileiro.
Sabendo que tal decisão era irreversível, nossa equipe tentou um acordo para migrar as contas dos jogadores para o servidor Latino, que continuará em funcionamento. Num primeiro momento não houve resposta positiva, mas a MadByte se propôs a analisar esta questão, para que os jogadores possam continuar jogando no servidor Latino.
Esta não foi uma decisão da xCloudGame, devido ao fato de que os direitos do jogo são exclusivamente da desenvolvedora turca desde 2019.
Em breve a desenvolvedora informará novas instruções sobre a migração do servidor, que será de total responsabilidade da MadByte em junção com a equipe Axeso5, que é atual responsável pelo Zula na América Latina.
O servidor está offline no momento, mas já comunicados o problema para a equipe da desenvolvedora corrigir e  continuar funcionando até o encerramento final. Agradecemos a todos os que estiveram conosco até aqui, foi um prazer  servir junto com todos vocês.
Equipe Zula.".
No dia 14 de Abril de 2020, os servidores foram encerrados no Brasil.